# Folytonos eloszlás
Az X valószínűségi változó eloszlása folytonos pontosan akkor, ha az eloszlásfüggvénye folytonos függvény.
A folytonos eloszlások egy nagyon fontos osztályát képezik az abszolút folytonos eloszlások.

## Lásd még
- Nulla valószínűségű esemény